# Pfunds
Pfunds (rätoromanisch Fuondⓘ mit der Bedeutung Grund bzw. Talgrund) ist eine Gemeinde mit 2600 Einwohnern (Stand 1. Jänner 2024) im Bezirk Landeck im Bundesland Tirol (Österreich). Die Gemeinde ist Teil des Gerichtsbezirks Landeck.

## Geografie
Pfunds liegt im Oberen Gericht, dem obersten Abschnitt des Tiroler Inntals im Dreiländereck nahe den Grenzen zur Schweiz und zu Italien. Das Gemeindegebiet umfasst das Inntal in einer Seehöhe von 950 Metern. Von Norden steigt das Tal des Stubenbaches zur Samnaungruppe an. Die höchsten Erhebungen sind der Gmaierkopf (2914 m) und der Hexenkopf (3034 Meter). Der südöstliche Teil umfasst den Großteil des Einzugsgebietes von Pfundseetalbach/Radurschlbach, das im Osten durch den Glockturmkamm begrenzt wird. Dort liegen rund dreißig Dreitausender, als deren höchster der Glockturm 3353 Meter erreicht.
Die Gemeinde hat eine Fläche von 141 Quadratkilometern. Davon sind sieben Prozent landwirtschaftliche Nutzfläche, 43 Prozent sind bewaldet, jeweils rund ein Viertel der Fläche sind Almen und hochalpines Gelände.

### Gliederung
Die Gemeinde besteht aus den Ortsteilen Stuben am linken Innufer am Schwemmkegel des Stubnerbachs, Pfunds-Dorf am rechten Innufer am Schwemmkegel des Radurschlbachs und den Weilern Wand, Vorder- und Hinterkobel, Birkach, Lafairs, Stein und Greit. Die Verbindung zwischen den Ortsteilen bildet eine 1950 im Stil des 19. Jahrhunderts erbaute Holzbrücke. Die Schwemmkegel der Bäche leiten den Inn durch zwei markante Schleifen.

### Nachbargemeinden
| See                             | Serfaus Tösens                                    |           |
| Spiss                           | Kompassrose, die auf Nachbargemeinden zeigt       | Kaunertal |
| in Graubünden (Schweiz): Valsot | Nauders in Südtirol (Italien): Graun im Vinschgau |           |

## Geschichte

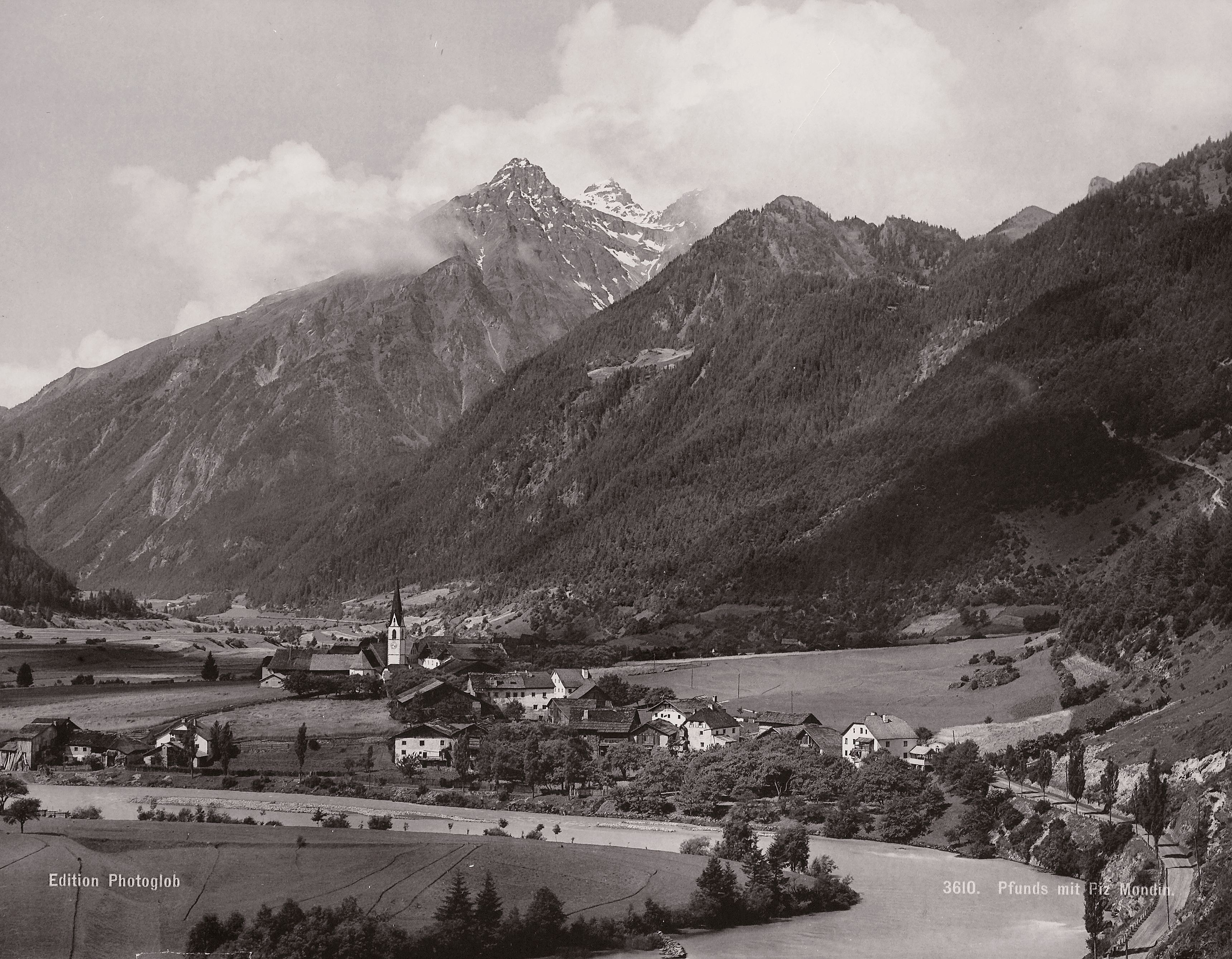
Pfunds mit dem Piz Mundin, um 1900

Funde von steinernen Graburnen und einer Fibel zeigen, dass das Tal schon 1000 vor Christus besiedelt war. Die in den Jahren 46/47 nach Christus von den Römern erbaute Via Claudia Augusta verband die Poebene mit dem Donauraum und verlief über den Reschenpass und durch das Gemeindegebiet. Der Name Pfunds stammt vom lateinischen Wort fundus (nutzbarer Boden).
Pfunds wurde urkundlich erstmals 1282 erwähnt. In beiden Ortsteilen stehen im Zentrum stattliche Mittelflurhäuser mit vorspringenden Giebeldächern, freien Treppenaufgängen und Fassadenmalereien im Engadiner Stil. Ein repräsentatives Beispiel ist das ehemalige Gerichtshaus in Stuben. Die Häuser sind ein Beleg für den Wohlstand des Ortes aus der Zeit, als der Handelsverkehr zwischen Augsburg und Venedig noch über den Oberen Weg, den Reschenpass und den Fernpass verlief. Die Liebfrauenkirche in Stuben wurde um 1470 im spätgotischen Stil erbaut und erhielt 1680 einen Barockaltar.
Pfunds war bis Ende 1920 Teil des Gerichtsbezirks Nauders, der jedoch infolge des Ersten Weltkriegs aufgelöst und dem Gerichtsbezirk Ried in Tirol zugeschlagen wurde. Seit 1978 ist die Gemeinde Teil des Gerichtsbezirks Landeck.
In Pfunds besteht seit Mitte des 19. Jahrhunderts eine Musikkapelle. Ein sicheres Bestehen im Jahr 1854 kann belegt werden. Anfang des 20. Jahrhunderts gab es zwei Musikkapellen im Ort – die Ortsteile ‚Dorf‘ und ‚Stuben‘ hatten jeweils ihre eigene Musikkapelle.
Pfunds stellte 2015 eine 110 Jahre alte, 28 m hohe Fichte als Christbaum für den Wiener Rathausplatz.

### Bevölkerungsentwicklung

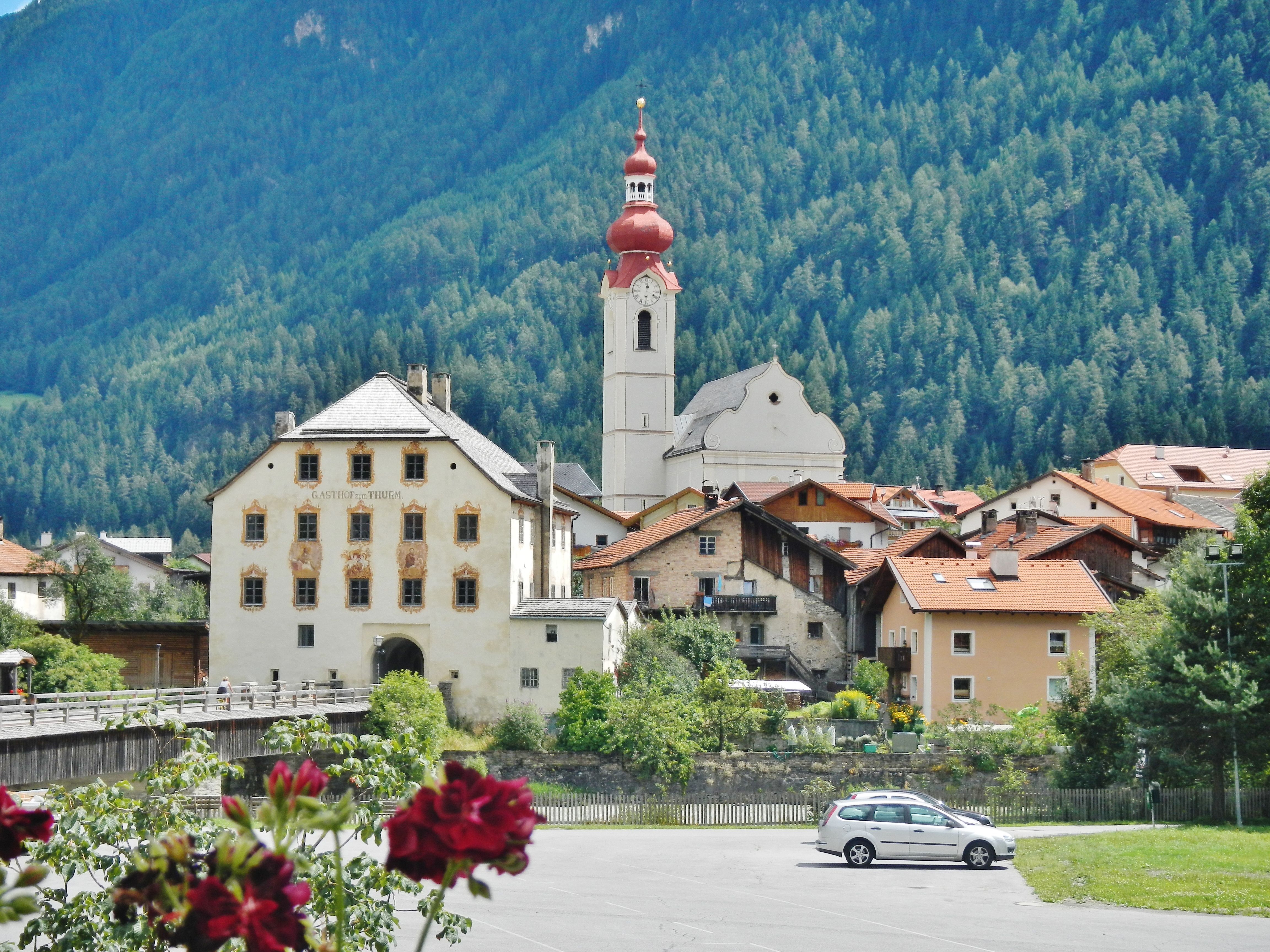
Gasthof zum Turm und Peter-und-Pauls-Kirche

| Pfunds: Einwohnerzahlen von 1869 bis 2024           | Pfunds: Einwohnerzahlen von 1869 bis 2024 | Pfunds: Einwohnerzahlen von 1869 bis 2024 | Pfunds: Einwohnerzahlen von 1869 bis 2024 | Pfunds: Einwohnerzahlen von 1869 bis 2024 |
| --------------------------------------------------- | ----------------------------------------- | ----------------------------------------- | ----------------------------------------- | ----------------------------------------- |
| Jahr                                                |                                           |                                           |                                           | Einwohner                                 |
| 1869                                                | 1869                                      |                                           | 1.675                                     | 1.675                                     |
| 1880                                                | 1880                                      |                                           | 1.799                                     | 1.799                                     |
| 1890                                                | 1890                                      |                                           | 1.560                                     | 1.560                                     |
| 1900                                                | 1900                                      |                                           | 1.434                                     | 1.434                                     |
| 1910                                                | 1910                                      |                                           | 1.439                                     | 1.439                                     |
| 1923                                                | 1923                                      |                                           | 1.468                                     | 1.468                                     |
| 1934                                                | 1934                                      |                                           | 1.500                                     | 1.500                                     |
| 1939                                                | 1939                                      |                                           | 1.590                                     | 1.590                                     |
| 1951                                                | 1951                                      |                                           | 1.766                                     | 1.766                                     |
| 1961                                                | 1961                                      |                                           | 1.794                                     | 1.794                                     |
| 1971                                                | 1971                                      |                                           | 2.043                                     | 2.043                                     |
| 1981                                                | 1981                                      |                                           | 2.148                                     | 2.148                                     |
| 1991                                                | 1991                                      |                                           | 2.270                                     | 2.270                                     |
| 2001                                                | 2001                                      |                                           | 2.488                                     | 2.488                                     |
| 2011                                                | 2011                                      |                                           | 2.541                                     | 2.541                                     |
| 2021                                                | 2021                                      |                                           | 2.580                                     | 2.580                                     |
| 2024                                                | 2024                                      |                                           | 2.600                                     | 2.600                                     |
| Quelle(n): Statistik Austria, Gebietsstand 1.1.2021 |                                           |                                           |                                           |                                           |

## Kultur und Sehenswürdigkeiten
- Pfarrkirche Peter und Paul

Die Pfundser Tschey, ein Hochtal auf rund 1650 Metern, zählt aufgrund ihrer Naturbelassenheit und mit ihren vielen Heuschobern zu den landschaftlichen Sehenswürdigkeiten der Region.
Die unberührten Natur- und Berglandschaften bilden wohl das wertvollste Kapital rund um Pfunds.
Die im Jahr 1511 gegründete Heiliggrab-Bruderschaft Pfunds zählt zum Immateriellen Kulturerbe der UNESCO.

## Wirtschaft und Infrastruktur
In den 1980er-Jahren positionierte sich Pfunds als „Ökogemeinde“. Es gab Pläne, den Inn von der Schweizer Grenze in einem Kraftwerkskanal bis Prutz abzuleiten. Dies bewog die Bewohner, das Leben im Dorf unter das Motto „nachhaltig und ökologisch verträglich“ zu stellen. Man setzte auf den Bau von Solaranlagen, Wärmenutzung in Wintergärten und eine zentrale Heizanlage mit Biomasse und Holzabfällen.

### Tourismus
Pfunds ist eine zweisaisonale Tourismusgemeinde, die zur Ferienregion Tiroler Oberland gehört. Die Gemeinde ist bekannt für ihre unverbaute Natur, ihre Volksfeste und Brauchtumsveranstaltungen. Mit seiner Lage im Grenzgebiet dreier Länder und Kulturen blickt das Dorf auf eine bewegte Geschichte zurück, und heute zeugen zahlreiche Kulturdenkmäler von der ereignisreichen Vergangenheit.
- Sommer: Es gibt ein großes Wandergebiet mit zahlreichen Hütten. Besonders beliebt sind die Wanderung zur Alpenvereinshütte Hohenzollernhaus, die Radurschlklamm, die Pfundser Tschey und die Sonnenaufgangswanderung auf den Rauhen Kopf.
- Im Winter ist Pfunds bekannt für seine Lage inmitten von sechs Skigebieten. Daneben werden Langlaufen auf der Höhenloipe, Skitouren, Eislaufen und Eisklettern mitten im Ort und eine Rodelbahn angeboten. Die nahegelegenen Skigebiete Samnaun und Nauders können mit einem Skibus erreicht werden.

Von den knapp 196.000 Übernachtungen des Jahres 2022 entfielen die meisten auf Februar, März und die Sommermonate.

### Verkehr
Bei der Kajetansbrücke zweigen die Straßen nach Spiss und weiter nach Samnaun sowie ins Schweizer Engadin und nach Nauders und zum Reschenpass ab.
Pfunds liegt am Fernradweg Via Claudia Augusta entlang einer gleichnamigen antiken Römerstraße, wie auch am Fernradweg Innradweg.

## Politik

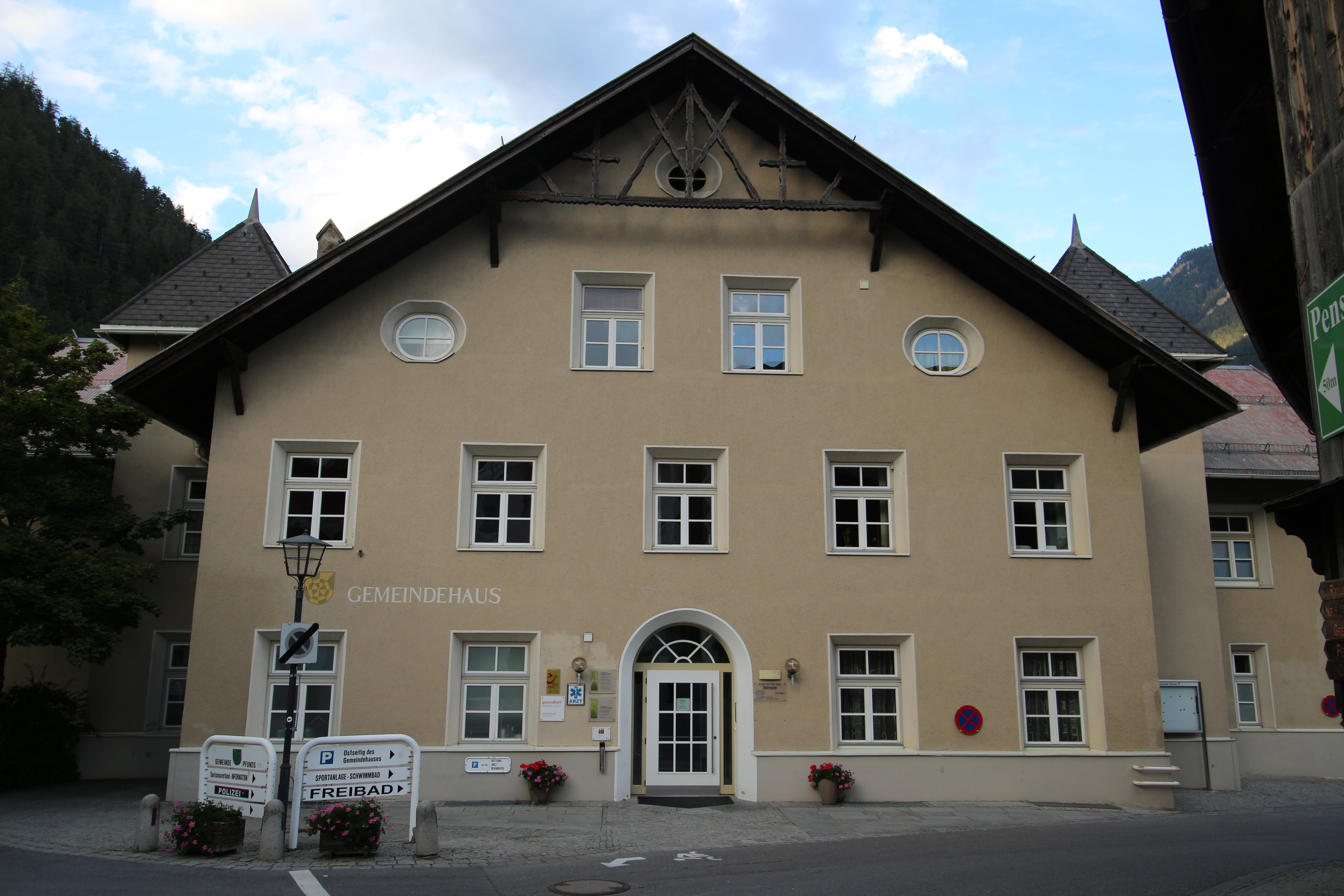
Gemeindeamt in Pfunds

### Gemeinderat
In den Gemeinderat werden 15 Mandatare gewählt.
| Partei                                      | 2022  | 2022    | 2016  | 2016    |
| Partei                                      | %     | Mandate | %     | Mandate |
| ------------------------------------------- | ----- | ------- | ----- | ------- |
| Team Melanie Zerlauth – Tiroler Volkspartei | 67,20 | 10      | 37,66 | 6       |
| Gemeinsam für Pfunds                        | 32,80 | 5       | 50,46 | 8       |
| Junges Pfunds                               | --    | --      | 11,88 | 1       |

### Bürgermeisterin
Bürgermeisterin von Pfunds ist Melanie Zerlauth.

### Wappen
Der Gemeinde wurde 1974 folgendes Wappen verliehen: Ein von Gold und Grün geständerter Schild, mit einem Ring in verwechselten Farben belegt.
Das Rad weist auf die alte Bedeutung der Gemeinde als Handelszentrum hin. Die Farben Grün und Gold symbolisieren den Kulturboden und den Fleiß der Bevölkerung.

## Persönlichkeiten

### Söhne und Töchter der Gemeinde
- Philipp Jakob Greil (1729–1787), Barockmaler
- Johann Chrysostomus Senn (1795–1857), Lyriker – „Der rote Tiroler Adler“
- Anna Maria Achenrainer (1909–1972), Schriftstellerin

### Persönlichkeiten, die am Ort wirkten
- Georg Lechleitner (1764–1840), katholischer Geistlicher, Theologe und Philosoph, Pfarrer in Pfunds, unterrichtete dort begabte Jungen, die sich das Gymnasium nicht leisten konnten

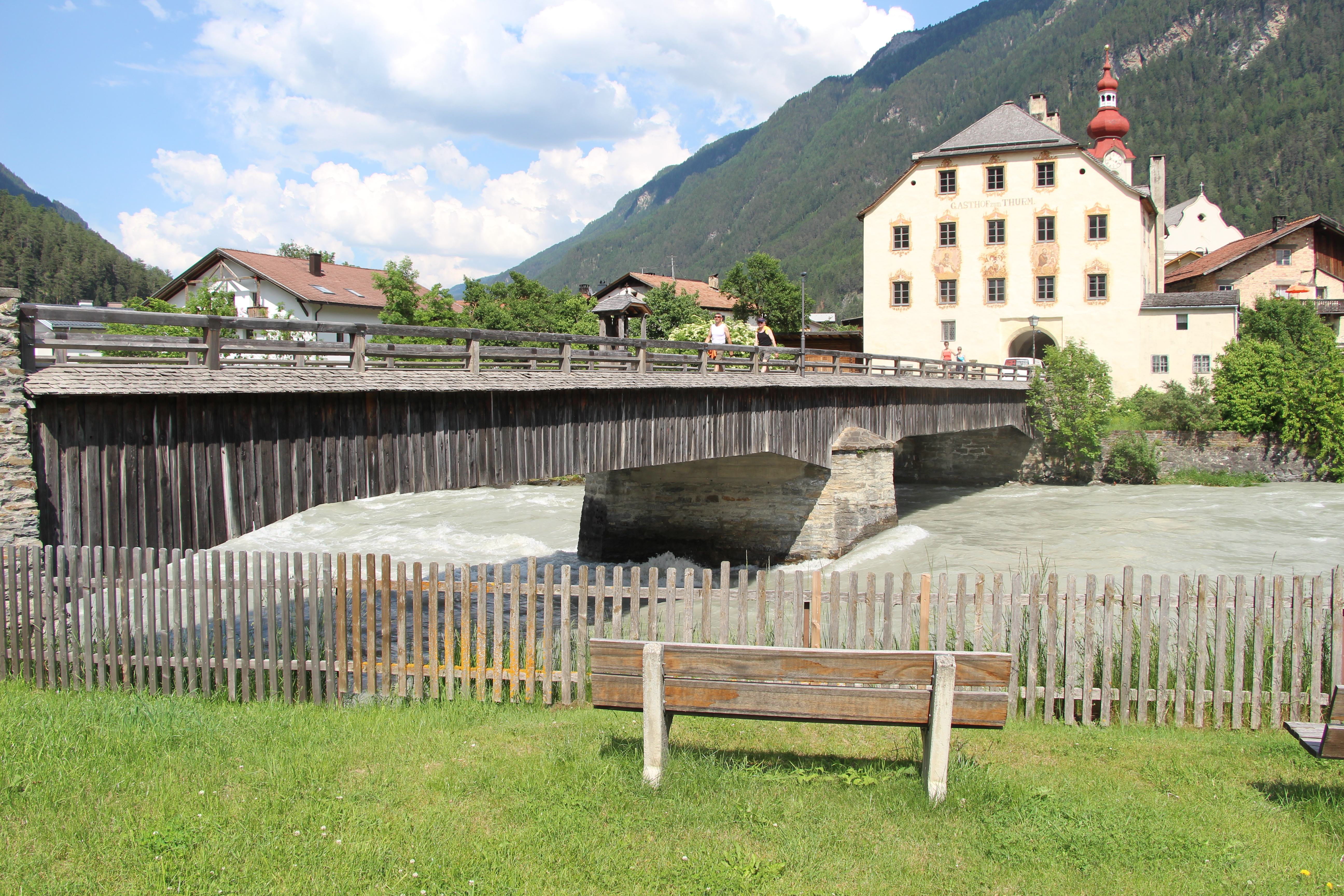
Die Innbrücke und das Turmhaus.
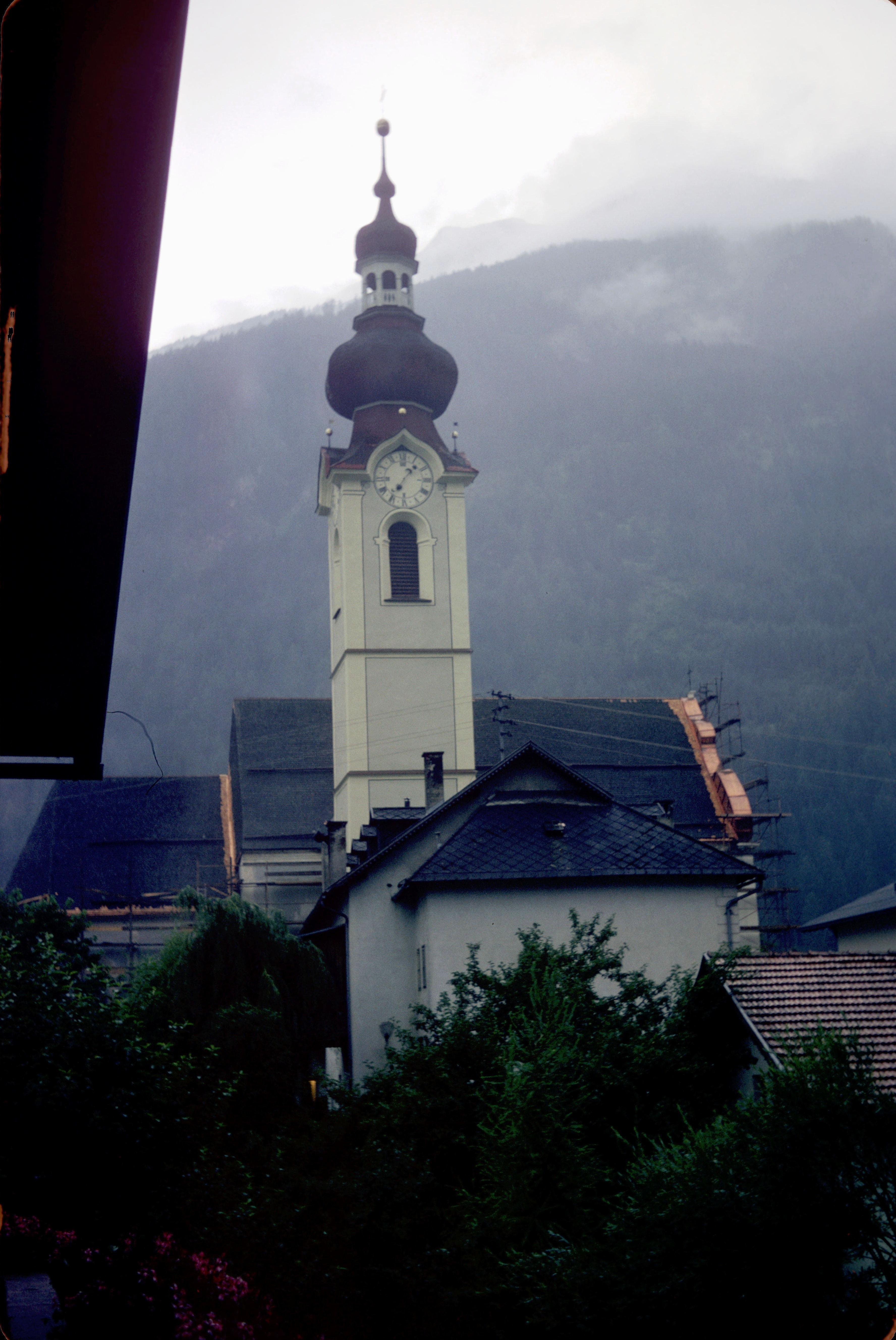
Die Pfarrkirche Heiliger Petrus und Paulus.
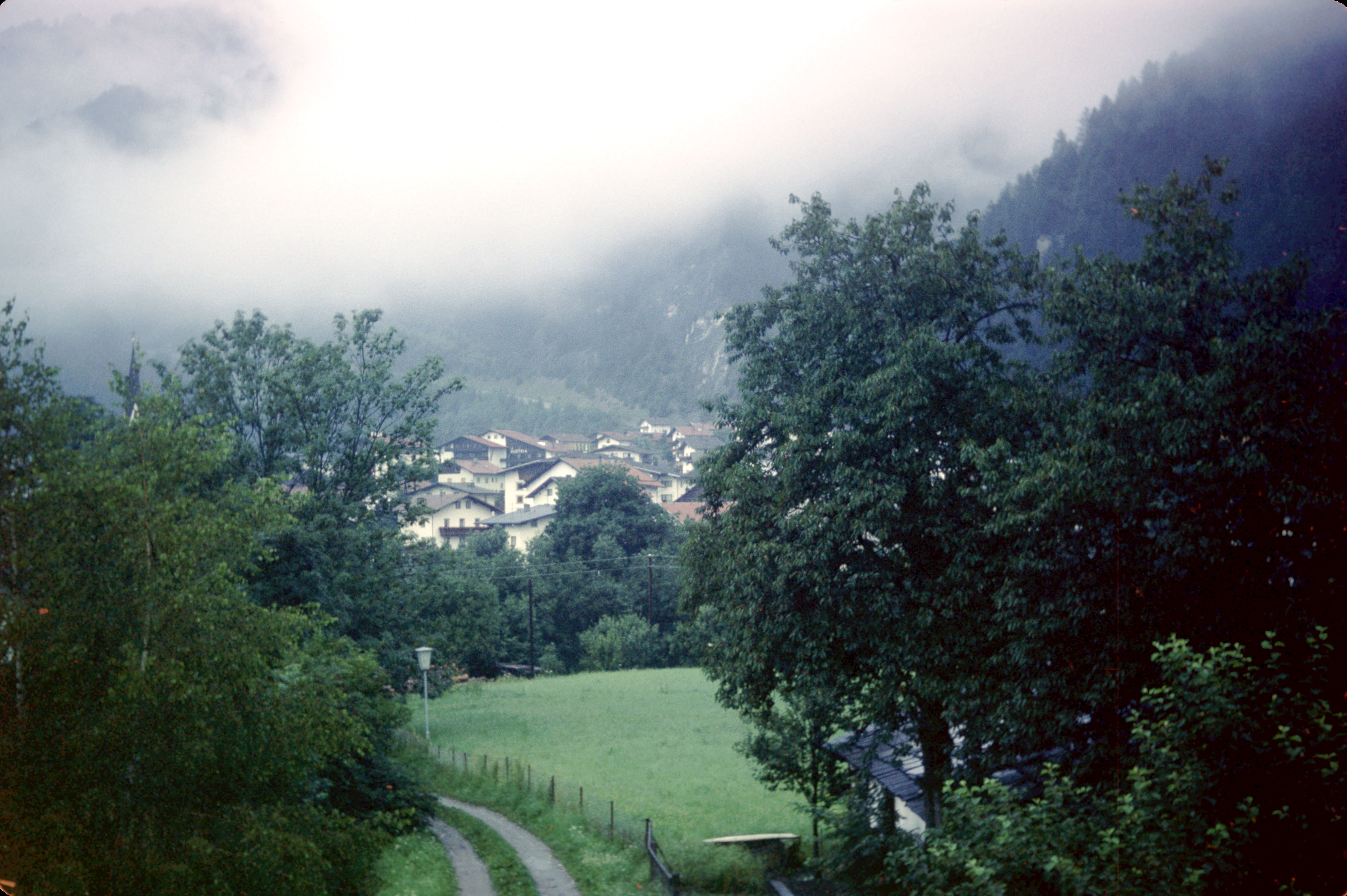
Pfunds-Stuben
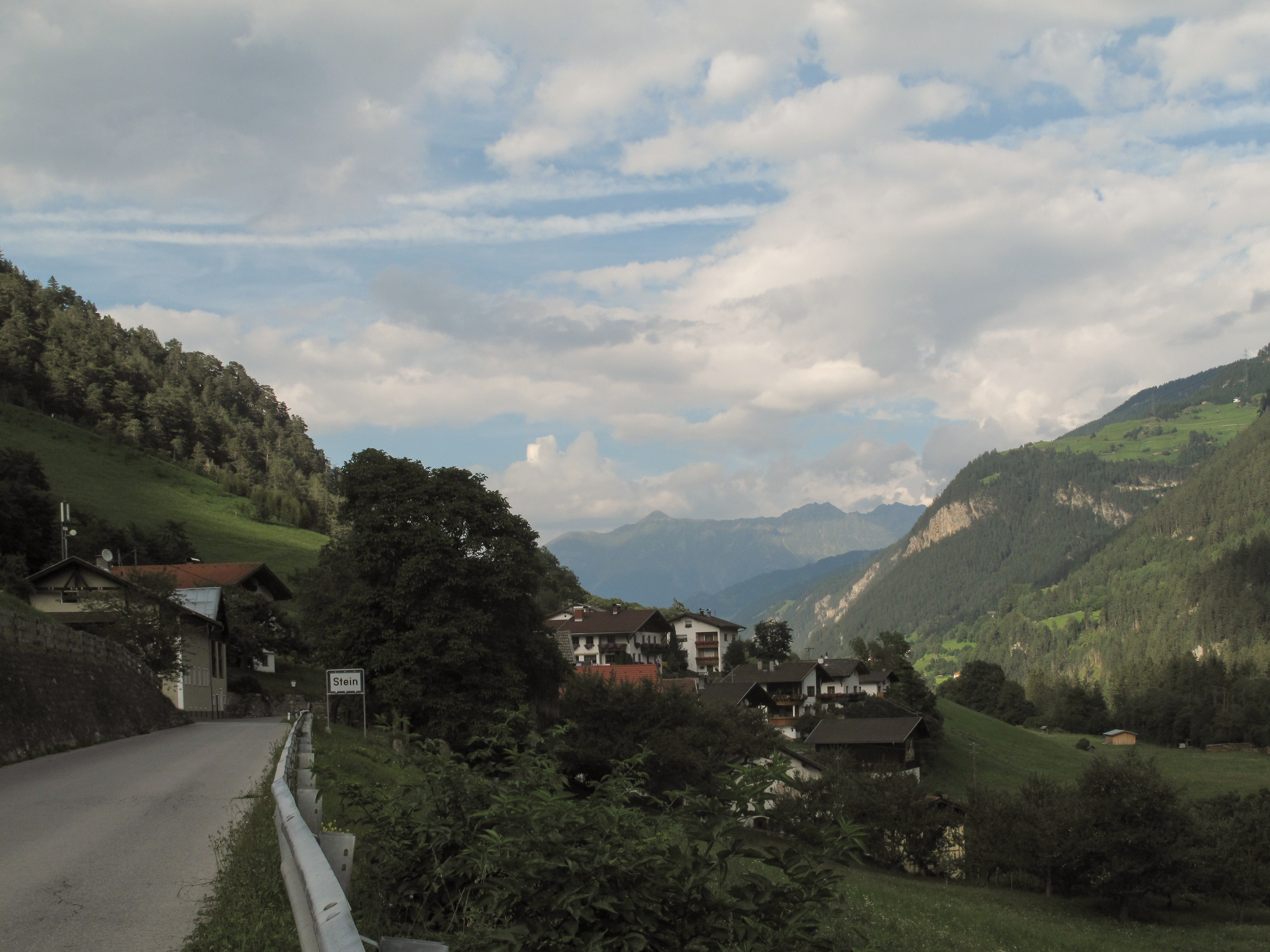
Pfunds-Stein